# Gafanhoto-do-campo
O gafanhoto-do-campo é um gafanhoto não voador, encontrado nas regiões campestres do continente europeu. As fêmeas de tais insetos medem até 24 mm de comprimento e são muito maiores que os machos.
seu nome cientifico é (chorthippus paralellus)